# بيغي دريك
بيغي دريك (بالألمانية: Peggy Drake)‏ هي ممثلة نمساوية، ولدت في 6 أكتوبر 1922 في فيينا في النمسا، وتوفيت في 19 سبتمبر 2014 في سانتا كلاريتا في الولايات المتحدة بسبب مرض.

## وصلات خارجية
- بيغي دريك على موقع IMDb (الإنجليزية)
- بيغي دريك على موقع أول موفي (الإنجليزية)
- بيغي دريك على موقع قاعدة بيانات الفيلم (الإنجليزية)
- بيغي دريك على موقع كينوبويسك (الروسية)